# Porta Pisana
La Porte pisane (en italien ; Porta Pisana), également connue sous le nom de Porta a Mare, est une porte de ville qui s'ouvre le long des murailles de Scarlino, dans la  province de Grosseto en Toscane. Son emplacement se trouve le long de la partie ouest des remparts de la ville. 

## Description
Datant de 1326 comme l'indique l'une des deux pierres tombales, la porte s'ouvre le long d'un pan de mur-rideau, paraissant entièrement recouvert de pierre, avec moulure en travertin sur le côté extérieur qui préserve les piédroits sur lesquels repose le grand arc en plein cintre . Du côté intérieur, la porte a un double arc, celui du bas correspondant à celui qui s'ouvre également du côté opposé, tandis que le plus haut renforçait la structure d'accès au village qui était autrefois équipée d'un système de double porte pour contrôler l'entrée du noyau historique de Scarlino de manière plus efficace et stratégique.

## Galerie

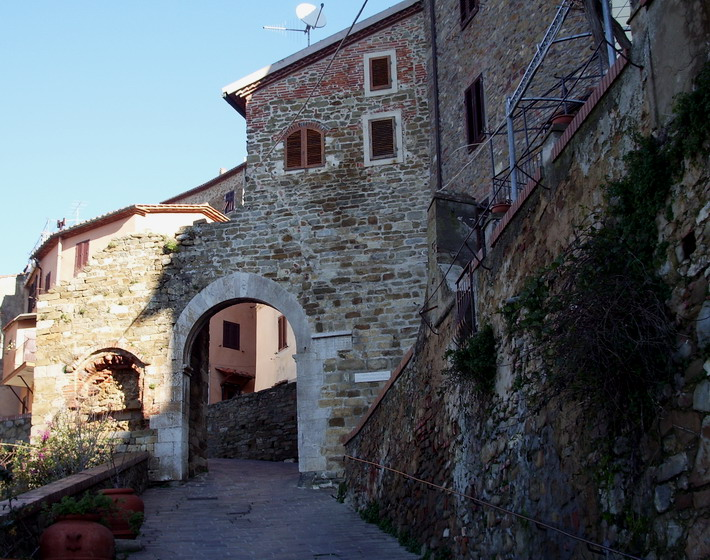
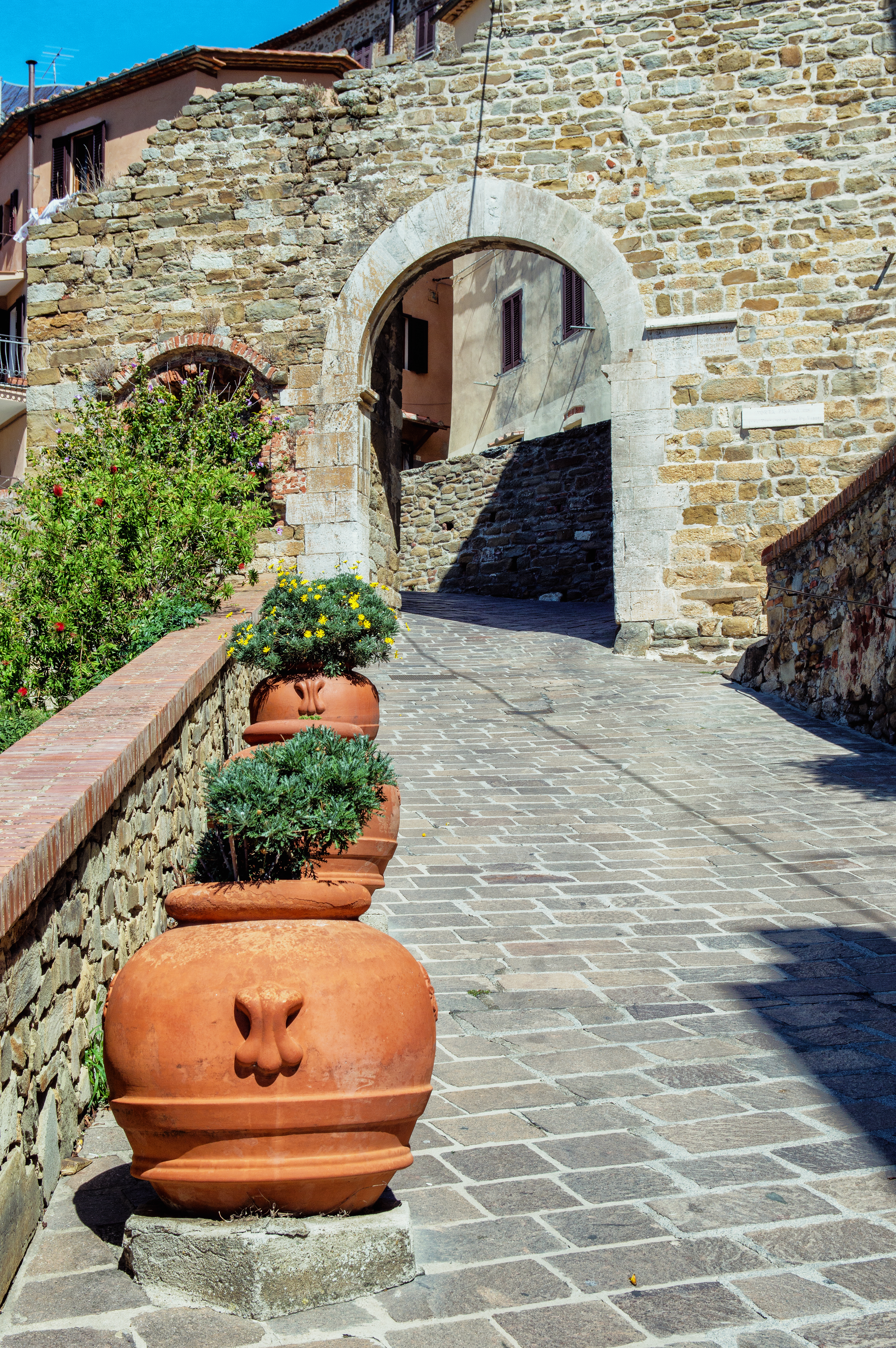